# Willowbrook (hrabstwo DuPage)
Willowbrook – wieś w Stanach Zjednoczonych, w stanie Illinois, w hrabstwie DuPage.